# Atavist
 (mars 2023).
Si vous disposez d'ouvrages ou d'articles de référence ou si vous connaissez des sites web de qualité traitant du thème abordé ici, merci de compléter l'article en donnant les références utiles à sa vérifiabilité et en les liant à la section « Notes et références ».
Albums de Otep
Smash the Control Machine
(2009)
Atavist est le cinquième album d'Otep, sorti en 2011.

## Liste des chansons
1. Atavist Animus
2. Atom to Adam
3. Drunk on the Blood of Saints
4. Remember to Forget
5. Skin of the Master
6. We Dream Like Lions
7. I, Alone
8. Baby's Breath
9. Fists Fall
10. Stay
11. Bible Belt
12. Not to Touch the Earth (reprise des Doors)